# Gare de Bitschwiller
Ne doit pas être confondu avec Gare de Bischwiller.
La gare de Bitschwiller est une gare ferroviaire française de la ligne de Lutterbach à Kruth située sur le territoire de la commune de Bitschwiller-lès-Thann dans le département du Haut-Rhin, en région Grand Est.
Elle est mise en service en 1863 par la Compagnie des chemins de fer de l'Est. C'est une halte voyageurs de la Société nationale des chemins de fer français (SNCF) desservie par des trains TER Grand Est.

## Situation ferroviaire
Établie à 360 mètres d'altitude, la gare de Bitschwiller est située au point kilométrique (PK) 17,657 de la ligne de Lutterbach à Kruth, entre les gares de Thann-Saint-Jacques et de Willer-sur-Thur.

## Histoire
Le chemin de fer arrive au village de Bitschwiller en 1863 avec le prolongement de la ligne de Mulhouse à Thann jusqu'à Wesserling. Cette nouvelle section passe par le village de Bitschwiller où les travaux ne débute qu'en août 1862 du fait de l'impossibilité d'obtenir la cession de nombreux terrains par une procédure amiable. La ligne ainsi que la gare de Bitschwiller sont mises en service le 25 novembre 1863 par la Compagnie des chemins de fer de l'Est.

## Fréquentation
De 2015 à 2024, selon les estimations de la SNCF, la fréquentation annuelle de la gare s'élève aux nombres indiqués dans le tableau ci-dessous.
| Année     | 2015   | 2016   | 2017   | 2018   | 2019   | 2020   | 2021   | 2022   | 2023   | 2024   |
| --------- | ------ | ------ | ------ | ------ | ------ | ------ | ------ | ------ | ------ | ------ |
| Voyageurs | 37 642 | 33 589 | 35 640 | 32 939 | 36 084 | 29 187 | 30 522 | 34 337 | 37 735 | 43 312 |

## Service des voyageurs

### Accueil
Halte SNCF, c'est un point d'arrêt non géré (PANG) à entrée libre. Elle est équipée d'automates pour l'achat de titres de transport.

### Desserte
Bitschwiller est desservie par des trains TER Grand Est qui effectuent des missions : entre les gares de Kruth et Thann ou Thann-Saint-Jacques ; et entre les gares de Kruth, ou Wesserling ou Willer-sur-Thur, et Mulhouse-Ville.

### Intermodalité
Un parc pour les vélos et un parking pour les véhicules sont aménagés.